# Grand Prix-wegrace van Oostenrijk 1982
De Grand Prix-wegrace van Oostenrijk 1982 was de tweede Grand Prix van het wereldkampioenschap wegrace-seizoen 1982. De races werden verreden op 2 mei 1982 op de Salzburgring nabij Salzburg

## Algemeen
Doordat de Oostenrijkse GP altijd eind april georganiseerd werd, was er al jarenlang "sneeuwgarantie". In 1979 kon er nauwelijks getraind worden door het slechte weer, in 1980 werd de hele race afgeblazen en stonden de teams ingesneeuwd in het rennerskwartier en in 1982 sneeuwde het opnieuw tijdens de trainingen. De Japanse fabrieken stelden voor om de GP opnieuw af te blazen, maar lieten het uiteindelijk aan hun coureurs over of ze wilden rijden of niet. Die fabrieksrijders hadden al een enorm voordeel, want in de weken voor de GP hadden de fabrieken het circuit voor privétrainingen afgehuurd. Privérijders waren daarbij weggestuurd en hadden nog helemaal niet kunnen trainen. Uiteindelijk werd er één training op een verraderlijk en gedeeltelijk droog circuit gereden. Uiteindelijk werden er vier ingekorte races gereden, voor slechts 40.000 toeschouwers.

## 500cc-klasse
In Oostenrijk was de 500cc-race enorm spannend omdat er acht rijders in de kopgroep zaten. Barry Sheene (Yamaha) leidde de race zeven ronden lang, gevolgd door Kenny Roberts met de nieuwe Yamaha OW 61 W4, Graeme Crosby, Boet van Dulmen, Freddie Spencer, Gustav Reiner en Marco Lucchinelli. Randy Mamola, Jack Middelburg en Takazumi Katayama hadden een slechte start, net als Franco Uncini en Loris Reggiani. Die laatste twee wisten echter gebruik te maken van het gevecht aan de leiding, dat nu eenmaal tijd kostte, en kwamen bij de kopgroep. Roberts nam de leiding over toen de Yamaha van Sheene op drie cilinders ging lopen. Vanaf dat moment ontstond een gevecht tussen acht man, want Sheene's Yamaha pakte weer op. Uncini en Lucchinelli namen de leiding van Roberts over, die ook gepasseerd werd door Spencer, die later uitviel door een vastloper. In de laatste ronde probeerde Lucchinelli Uncini uit te remmen, maar daarbij kwam hij ten val, mogelijk over de olie van de juist daarvoor gevallen Reiner. Door de val van Lucchinelli remde Reggiani te hard waardoor hij ook viel. Uncini reed naar de overwinning, Sheene werd toch nog tweede, ook al omdat derde man Roberts wat stuurproblemen had. Boet van Dulmen profiteerde van de vele valpartijen en werd weer de beste privérijder op de vijfde plaats. 

### Uitslag 500cc-klasse
| Pos | Coureur           | Merk               | Tijd       | Grid | Punten |
| --- | ----------------- | ------------------ | ---------- | ---- | ------ |
| 1   | Franco Uncini     | Gallina-Suzuki     | 39:47.20   | 10   | 15     |
| 2   | Barry Sheene      | John Player-Yamaha | +4,93      | 2    | 12     |
| 3   | Kenny Roberts     | Yamaha             | +18,62     | 3    | 10     |
| 4   | Graeme Crosby     | Marlboro-Yamaha    | +21,21     | 1    | 8      |
| 5   | Boet van Dulmen   | Suzuki             | +40,22     | 5    | 6      |
| 6   | Seppo Rossi       | Suzuki             | +1:10.86   | 18   | 5      |
| 7   | Randy Mamola      | HB-Suzuki          | +1:30.56   | 14   | 4      |
| 8   | Leandro Becheroni | Suzuki             | +1 ronde   | 39   | 3      |
| 9   | Takazumi Katayama | RSC-Honda          | +1 ronde   | 24   | 2      |
| 10  | Andreas Hofmann   | Suzuki             | +1 ronde   | 7    | 1      |
| 11  | Guido Paci        | Yamaha             | +1 ronde   | 22   |        |
| 12  | Jon Ekerold       | Suzuki             | +1 ronde   | 19   |        |
| 13  | Philippe Coulon   | Suzuki             | +1 ronde   | 25   |        |
| 14  | Graziano Rossi    | Yamaha             | +1 ronde   | 17   |        |
| 15  | Reinhold Roth     | Suzuki             | +1 ronde   | 30   |        |
| 16  | Steve Parrish     | Yamaha             | +1 ronde   | 33   |        |
| 17  | Virginio Ferrari  | HB-Suzuki          | + 2 ronden | 28   |        |
| 18  | Josef Ragginger   | Suzuki             | + 2 ronden | 32   |        |
| 19  | Hans Steinhögl    | Suzuki             | + 2 ronden | 20   |        |

### Niet gefinished
| Coureur            | Merk           | Oorzaak   | Grid |
| ------------------ | -------------- | --------- | ---- |
| Chris Guy          | Suzuki         |           | 31   |
| Kork Ballington    | Kawasaki       |           | 11   |
| Walter Migliorati  | Suzuki         |           | 26   |
| Keith Huewen       | Suzuki         |           | 36   |
| Bernard Fau        | Suzuki         |           | 23   |
| Josef Hage         | Suzuki         |           | 35   |
| Stu Avant          | Suzuki         |           | 16   |
| Jack Middelburg    | Ergon-Suzuki   | Bougie    | 13   |
| Sergio Pellandini  | Suzuki         |           | 29   |
| Marco Lucchinelli  | RSC-Honda      | Val       | 9    |
| Gustav Reiner      | Suzuki         | Val       | 6    |
| Peter Sjöström     | Suzuki         |           | 38   |
| Peter Looijesteijn | Suzuki         | Val       | 15   |
| Giovanni Pelletier | Morbidelli     |           | 21   |
| Michel Frutschi    | Sanvenero      |           | 37   |
| Fritz Kerschbaumer | Yamaha         |           | 34   |
| Marco Papa         | Suzuki         | Val       | 27   |
| Marc Fontan        | Sonauto-Yamaha |           | 4    |
| Freddie Spencer    | RSC-Honda      | Vastloper | 12   |
| Loris Reggiani     | Gallina-Suzuki | Val       | 8    |
| Marco Papa         | Suzuki         | Val       |      |

### Top tien WK-tussenstand 500 cc
| Pos. | Coureur           | Motorfiets         | Ptn. |
| ---- | ----------------- | ------------------ | ---- |
| 1    | Kenny Roberts     | Yamaha             | 25   |
| 2    | Barry Sheene      | John Player-Yamaha | 24   |
| 3    | Franco Uncini     | Gallina-Suzuki     | 23   |
| 4    | Freddie Spencer   | RSC-Honda          | 10   |
| 5    | Graeme Crosby     | Marlboro-Yamaha    | 8    |
| 6    | Takazumi Katayama | RSC-Honda          | 7    |
| 7    | Marco Lucchinelli | RSC-Honda          | 6    |
| 7    | Boet van Dulmen   | Suzuki             | 6    |
| 9    | Seppo Rossi       | Suzuki             | 5    |
| 10   | Randy Mamola      | HB-Suzuki          | 4    |
| 10   | Virginio Ferrari  | HB-Suzuki          | 4    |

## 350cc-klasse
Patrick Fernandez. Eric Saul en Carlos Lavado begonnen intussen aan een inhaalrace na een slechte start. Voor Lavado eindigde die met een kapotte krukas, maar Saul wist de kopgroep te bereiken, waaruit de Radiguès met een lekkende versnellingsbak was weggevallen. Saul bleek uiteindelijk het handigst in het passeren van achterblijvers en won voor Mang, die koppelingsproblemen had, en Fernandez.

### Uitslag 350cc-klasse
| Pos | Coureur             | Merk              | Tijd     | Grid | Punten |
| --- | ------------------- | ----------------- | -------- | ---- | ------ |
| 1   | Éric Saul           | Chevallier-Yamaha | 37.26.57 | 7    | 15     |
| 2   | Toni Mang           | Kawasaki          | 37.26.79 | 15   | 12     |
| 3   | Patrick Fernandez   | Bimota-Bartol     | 37.27.74 | 3    | 10     |
| 4   | Siegfried Minich    | Rotax             | 37.27.84 | 9    | 8      |
| 5   | Jacques Cornu       | Yamaha            | 37.51.91 | 5    | 6      |
| 6   | Alan North          | Bimota-Yamaha     | 37.54.12 | 19   | 5      |
| 7   | Wolfgang von Muralt | Yamaha            | 37.54.79 | 22   | 4      |
| 8   | Tony Rogers         | Armstrong-Rotax   | 37.55.11 | 32   | 3      |
| 9   | Jeffrey Sayle       | Armstrong-Rotax   | 37.55.50 | 25   | 2      |
| 10  | Donnie Robinson     | Yamaha            | 38.17.51 | 11   | 1      |
| 11  | Massimo Matteoni    | Yamaha            | 38.18.72 | 30   |        |
| 12  | Tony Head           | Armstrong-Rotax   | 38.18.98 | 27   |        |
| 13  | Reino Eskelinen     | Yamaha            | 38.19.66 | 28   |        |
| 14  | Graeme McGregor     | Yamaha            | 38.20.15 | 14   |        |
| 15  | Karl-Thomas Grässel | Yamaha            | 38.20.56 | 12   |        |
| 16  | Franz Kaserer       | Yamaha            | 38.46.58 | 10   |        |
| 17  | Josef Hutter        | Yamaha            | 38.46.99 | 26   |        |
| 18  | Edwin Weibel        | Yamaha            | +1 ronde | 20   |        |
| 19  | Peter Looijesteijn  | Yamaha            |          | 13   |        |
| 20  | Harald Eckl         | Yamaha            |          | 17   |        |
| 21  | Edoardo Alemán      | Yamaha            |          | 35   |        |

### Niet gefinished
| Coureur             | Merk              | Oorzaak         | Grid |
| ------------------- | ----------------- | --------------- | ---- |
| Didier de Radiguès  | Chevallier-Yamaha | Versnellingsbak | 1    |
| Gustav Reiner       | Yamaha            | Val             | 2    |
| Christian Sarron    | Yamaha            |                 | 4    |
| Roger Sibille       | Yamaha            |                 | 6    |
| Carlos Lavado       | Yamaha            | Krukas          | 8    |
| Pekka Nurmi         | Yamaha            |                 | 16   |
| Jean-François Baldé | Kawasaki          | Val             | 18   |
| Mar Schouten        | Yamaha            |                 | 21   |
| René Delaby         | Yamaha            |                 | 23   |
| Jose De Faveri      | Yamaha            |                 | 24   |
| Bengt Elgh          | Yamaha            |                 | 29   |
| Herbert Hauf        | Seufert           |                 | 31   |
| Bruno Lüscher       | Yamaha            |                 | 33   |
| Svend Anderson      | Yamaha            |                 | 34   |
| Hans Hansebraten    | HGH               |                 | 36   |

### Top tien WK-tussenstand 350 cc
| Pos. | Coureur             | Motorfiets        | Ptn. |
| ---- | ------------------- | ----------------- | ---- |
| 1    | Eric Saul           | Chevallier-Yamaha | 23   |
| 2    | Carlos Lavado       | Yamaha            | 15   |
| 3    | Toni Mang           | Kawasaki          | 12   |
| 3    | Jacques Cornu       | Yamaha            | 12   |
| 3    | Jean-François Baldé | Kawasaki          | 12   |
| 6    | Patrick Fernandez   | Bimota-Bartol     | 10   |
| 6    | Didier de Radiguès  | Chevallier-Yamaha | 10   |
| 8    | Siegfried Minich    | Yamaha            | 8    |
| 9    | Gustav Reiner       | Bimota-Yamaha     | 5    |
| 9    | Alan North          | Bimota-Yamaha     | 5    |

## 125cc-klasse
Eugenio Lazzarini had in Argentinië slechts drie punten gescoord en mocht van teamgenooit Nieto waarschijnlijk de leiding nemen, terwijl Nieto zich bezighield met de strijd om de twee plaats met August Auinger en Ricardo Tormo. Zes ronden voor het einde viel Lazzarini met een kapotte motor uit. Tormo was toen al door een val uitgeschakeld en Auinger besloot zich tevreden te stellen met de tweede plaats achter Nieto en vlak voor Pier Paolo Bianchi.

### Uitslag 125cc-klasse
| Pos | Coureur              | Merk       | Tijd     | Grid | Punten |
| --- | -------------------- | ---------- | -------- | ---- | ------ |
| 1   | Ángel Nieto          | Garelli    | 34.28.00 | 6    | 15     |
| 2   | August Auinger       | MBA        | 34.29.89 | 5    | 12     |
| 3   | Pier Paolo Bianchi   | Sanvenero  | 34.31.32 | 4    | 10     |
| 4   | Hans Müller          | MBA        | 34.49.26 | 1    | 8      |
| 5   | Pierluigi Aldrovandi | MBA        | 35.15.85 | 22   | 6      |
| 6   | Hans-Jürgen Hummel   | Sachs-MBA  | 35.41.23 | 19   | 5      |
| 7   | Erich Klein          | MBA        | 35.49.22 | 9    | 4      |
| 8   | Helmut Lichtenberg   | MBA        | 35.49.57 | 8    | 3      |
| 9   | Alfred Waibel        | MBA        | 35.49.91 | 20   | 2      |
| 10  | Maurizio Vitali      | MBA        | 35.50.10 | 18   | 1      |
| 11  | Olivier Liegeois     | Sanvenero  | 35.50.43 | 33   |        |
| 12  | Matti Kinnunen       | MBA        | 35.51.28 | 13   |        |
| 13  | Peter Sommer         | MBA        | 35.51.54 | 14   |        |
| 14  | Theo Timmer          | MBA        | 35.51.85 | 15   |        |
| 15  | Johnny Wickström     | MBA        | 35.52.02 | 17   |        |
| 16  | Hugo Vignetti        | Sanvenero  | 35.52.44 | 25   |        |
| 17  | Alex Bedford         | MBA        | 1 ronde  | 27   |        |
| 18  | Robert Bauer         | MBA        |          | 29   |        |
| 19  | Lucio Pietroniro     | MBA        |          | 32   |        |
| 20  | Werner Schmied       | MBA        |          | 35   |        |
| 21  | Thomas Pedersen      | MBA        |          | 37   |        |
| 22  | Heinz Pristavnik     | Morbidelli |          | 34   |        |

### Niet gefinished
| Coureur             | Merk        | Oorzaak | Grid |
| ------------------- | ----------- | ------- | ---- |
| Eugenio Lazzarini   | Garelli     | Motor   | 2    |
| Ricardo Tormo       | Sanvenero   | Val     | 3    |
| Henk van Kessel     | MBA         |         | 7    |
| Stefan Dörflinger   | Krauser-MBA |         | 10   |
| Willy Pérez         | MBA         |         | 11   |
| Bruno Kneubühler    | MBA         |         | 12   |
| Joe Genoud          | MBA         |         | 16   |
| Gerhard Waibel      | MBA         |         | 21   |
| Ivan Palazzese      | MBA         |         | 23   |
| János Drapál        | Bartol      |         | 24   |
| Per Larsen          | MBA         |         | 26   |
| Jan Eggens          | EGA         | Val     | 28   |
| Alojz Pavlič        | MBA         |         | 30   |
| Andrés Sánchez      | MBA         |         | 31   |
| Per-Edvard Carlsson | MBA         |         | 36   |

### Niet gekwalificeerd
| Coureur            | Merk       |
| ------------------ | ---------- |
| Hagen Klein        | Sanvenero  |
| Jean-Claude Selini | MBA        |
| Günter Leitner     | Morbidelli |

### Top tien WK-tussenstand 125 cc
| Pos. | Coureur              | Motorfiets | Ptn. |
| ---- | -------------------- | ---------- | ---- |
| 1    | Ángel Nieto          | Garelli    | 30   |
| 2    | August Auinger       | Bartol-MBA | 20   |
| 3    | Pier Paolo Bianchi   | Sanvenero  | 15   |
| 4    | Ricardo Tormo        | Sanvenero  | 12   |
| 5    | Willy Pérez          | MBA        | 10   |
| 6    | Hans Müller          | MBA        | 8    |
| 7    | Pierluigi Aldrovandi | MBA        | 6    |
| 7    | Iván Palazzese       | MBA        | 6    |
| 9    | Hans-Jürgen Hummel   | Sachs-MBA  | 5    |
| 10   | Hugo Vignetti        | Sanvenero  | 4    |
| 10   | Erich Klein          | MBA        | 4    |

## Zijspanklasse
Na de spanning in de 500cc-race was de openingsrace van de zijspanklasse tamelijk saai. Rolf Biland en Kurt Waltisperg gingen er vanaf de start meteen vandoor, terwijl Jean-François Monnin al meteen zijn bakkenist verloor. Alain Michel/Michael Burkhardt konden Biland niet volgen, maar werden zelf ook niet bedreigd en werden tweede. Om de derde plaats werd wel gevochten, door Egbert Streuer/Bernard Schnieders, Derek Jones/Brian Ayres en Werner Schwärzel/Andreas Huber. Streuer blies zijn motor op en Jones verloor zijn bakkenist, waardoor er met Schwärzel drie combinaties uit het team van Mike Krauser op het podium stonden.

### Uitslag zijspanklasse
| Pos | Coureur          | Bakkenist        | Merk                  | Tijd     | Punten |
| --- | ---------------- | ---------------- | --------------------- | -------- | ------ |
| 1   | Rolf Biland      | Kurt Waltisperg  | Krauser-LCR-Yamaha    | 31'53"49 | 15     |
| 2   | Alain Michel     | Michael Burkhard | Krauser-Seymaz-Yamaha | 32'48"69 | 12     |
| 3   | Werner Schwärzel | Andreas Huber    | Krauser-Seymaz-Yamaha | 33'06"04 | 10     |
| 4   | Jock Taylor      | Benga Johansson  | Fowler-Windle-Yamaha  | 33'06"43 | 8      |
| 5   | Masato Kumano    | Kunio Takeshima  | LCR-Yamaha            | +1 ronde | 6      |
| 6   | Mick Boddice     | Chas Birks       | Windle-Yamaha         |          | 5      |
| 7   | Hermann Huber    | Hermann Bäsler   | Lutz-Yamaha           |          | 4      |
| 8   | Siegfried Berger | Edwin Berger     | Yamaha                |          | 3      |
| 9   | Patrick Thomas   | Jean-Marc Fresc  | Seymaz-Yamaha         |          | 2      |
| 10  | Derek Jones      | Brian Ayres      | LCR-Yamaha            |          | 1      |

### Niet gefinished
| Coureur              | Bakkenist          | Merk       | Oorzaak            |
| -------------------- | ------------------ | ---------- | ------------------ |
| Egbert Streuer       | Bernard Schnieders | LCR-Yamaha | Motor              |
| Jean-François Monnin | Paul Gerard        | LCR-Yamaha | Bakkenist verloren |

### Top tien WK-tussenstand zijspanklasse
| Pos. | Coureur          | Bakkenist         | Motorfiets    | Ptn. |
| ---- | ---------------- | ----------------- | ------------- | ---- |
| 1    | Rolf Biland      | Kurt Waltisperg   | LCR-Yamaha    | 15   |
| 2    | Alain Michel     | Michael Burkhardt | Seymaz-Yamaha | 12   |
| 3    | Werner Schwärzel | Andreas Huber     | Seymaz-Yamaha | 10   |
| 4    | Jock Taylor      | Benga Johansson   | Windle-Yamaha | 8    |
| 5    | Masato Kumano    | Kunio Takeshima   | LCR-Yamaha    | 6    |
| 6    | Mick Boddice     | Chas Birks        | Windle-Yamaha | 5    |
| 7    | Albert Giesemann | Thomas Riedel     | LCR-Yamaha    | 4    |
| 8    | Siegfried Berger | Edwin Berger      | Yamaha        | 3    |
| 9    | Patrick Thomas   | Jean-Marc Fresc   | Seymaz-Yamaha | 2    |
| 10   | Derek Jones      | Brian Ayres       | LCR-Yamaha    | 1    |

## Trivia

### Tabak
In Oostenrijk mocht alleen de staat reclame voor tabak maken en daarom moest het team van Giacomo Agostini haar Marlboro-reclame op auto's, tenten, motoren kleding afplakken of verwijderen. Men kende waarschijnlijk slechts één sigarettenmerk, want Gallina-Suzuki (HB), Egbert Streuer (Lucky Strike), Didier de Radiquès en Eric Saul (Johnson), Barry Sheene (John Player) en Christian Sarron en Marc Fontan (Gauloises) hadden nergens last van. 

### Andere datum
Na jarenlange problemen met sneeuw bedacht de Oostenrijkse organisatie eindelijk dat het misschien handiger was de GP later in het jaar te organiseren. Men stelde voor om in 1983 te ruilen met de GP des Nations, eind mei. Dat zou ook inderdaad gebeuren. Gaandeweg schoof de Oostenrijkse Grand Prix naar het einde van mei en uiteindelijk naar juni. 

### Hardleers
In 1977 was er zware kritiek geweest op de Oostenrijkse organisatie, die alles verkeerd deed wat ze verkeerd kon toen na een val van Franco Uncini. Als gevolg van het ongeluk overleed Hans Stadelmann, overleefde Patrick Fernandez ternauwernood en moest Dieter Braun zijn carrière beëindigen. Toen was de baan geblokkeerd door de ravage waardoor het ongeluk steeds groter werd, maar de race werd niet afgevlagd. Iets vergelijkbaars gebeurde in 1982 opnieuw: Alois Hager vloog tegen de vangrail en rijder en motorfiets kaatsten terug de baan op, die nu geblokkeerd werd door delen van de doormidden gebroken Suzuki, veel stro en Hager, die door een gebroken been niet van de baan kon komen. Een baancommissaris zwaaide even met de gele vlag, maar verliet zijn post in de richting van het ongeval. Als gevolg daarvan kregen andere rijders geen vlagsignaal en Keith Huewen viel over het wrak van Hager's Suzuki. Graeme Crosby reed de plaats van het ongeval 20 seconden later op volle snelheid (ruim 200 km/h) voorbij, omdat er nog steeds niet gevlagd werd.
1927 · 1928 · 1929 · 1930 · 1947 · 1948 · 1950 · 1951 · 1952 · 1953 · 1954 · 1955 · 1956 · 1957 · 1958 · 1959 · 1960 · 1961 · 1962 · 1963 · 1964 · 1965 · 1966 · 1967 · 1968 · 1969 · 1970 · 1971 · 1972 · 1973 · 1974 · 1975 · 1976 · 1977 · 1978 · 1979 · 1981 · 1982 · 1983 · 1984 · 1985 · 1986 · 1987 · 1988 · 1989 · 1990 · 1991 · 1993 · 1994 · 1996 · 1997 · 2016 · 2017 · 2018 · 2019 · 2020 · 2021 · 2022 · 2023 · 2024 · 2025